# كأس السوبر الإيطالي 2008
كأس السوبر الإيطالي 2008 (بالإيطالية: Supercoppa italiana 2008)‏ هو موسم من كأس السوبر الإيطالي. أقيم بتاريخ 2008، وفاز فيه نادي إنتر ميلانو. بنتيجة 2-2 (6-5).